# Estadio Municipal de Can Misses
Het Estadio Municipal de Can Misses, kortweg Can Misses is een stadion in Ibiza-stad, op het Spaanse eiland Ibiza. Vaste bespeler van het stadion is voetbalclub UD Ibiza. In het stadion is plaats voor 4.500 toeschouwers. Het stadion dankt haar naam aan de wijk van Ibiza-stad waarin het staat, Can Misses.

## Bespelers
Het Can Misses werd in 1991 geopend. Vanaf dat moment nam SD Ibiza haar intrek in het stadion. In 1995 ging deze club door onder de naam SE Eivissa. Deze club ging in 2010 failliet en daardoor kende het stadion geen vaste bespeler meer. Pas in 2012 trok CD Ibiza in het stadion. In 2014 verhuisde ook CD Inter Ibiza naar Can Misses en in 2015 volgde UD Ibiza. Nadat laatstgenoemde club in 2021 naar de Segunda División A promoveerde en de Spaanse voetbalbond niet toestaat dat meerdere clubs een stadion in de hoogste twee divisies delen, speelden CD Ibiza en CD Inter Ibiza tijdelijk hun wedstrijden op trainingsvelden.

## Renovaties
Het stadion onderging meerdere ingrepen. Zo werden in 2003 de tribunes overdekt. In 2012 werd een van deze overkappingen vervangen. In 2018 moesten er herstelwerkzaamheden aan het stadion worden verricht na waterschade. In 2021 is het stadion gereedgemaakt voor profvoetbal en werd het kunstgrasveld vervangen door natuurgras.